# Мадона дела Стела (Фрозиноне)
Мадона дела Стела је насеље у Италији у округу Фрозиноне, региону Лацио.
Према процени из 2011. у насељу је живело 6 становника. Насеље се налази на надморској висини од 588 м.